# Oudrenne
Oudrenne là một xã trong vùng Grand Est, thuộc tỉnh Moselle, quận Thionville-Est, tổng Metzervisse. Tọa độ địa lý của xã là 49° 22' vĩ độ bắc, 06° 19' kinh độ đông. Oudrenne nằm trên độ cao trung bình là 190 mét trên mực nước biển, có điểm thấp nhất là 167 mét và điểm cao nhất là 310 mét. Xã có diện tích 20,38 km², dân số vào thời điểm 1999 là 712 người; mật độ dân số là 34,9 người/km².